# تيرينس يين
تيرينس يين (بالصينية: 尹子維) هو مغني وممثل صيني، ولد في 19 مايو 1975 بهونغ كونغ في الصين.

## أعمال

### أفلام
- (2003)  مهد الحياة[2]

## وصلات خارجية
- تيرينس يين على موقع IMDb (الإنجليزية)
- تيرينس يين على موقع قاعدة بيانات الفيلم (الإنجليزية)